# Alceu Rodrigues Simoni Filho
Alceu Rodrigues Simoni Filho (født 7. maj 1984) er en brasiliansk fodboldspiller.